# Janez Mozetič
Janez Mozetič, slovenski rimskokatoliški duhovnik in misijonar med izseljenci v Združenih državah Amerike, * 13. november 1797, Bilje, Miren - Kostanjevica, † 7. september 1863, Gorica.
Janez Evangelist Mozetič, tudi Mosetizh, je bil prvi slovenski duhovnik s primorske, ki je bil vodja velikega semenišča v Združenih državah Amerike.   

## Življenje in delo
Šole je obiskoval v Gorici in bil 22. septembra 1822 posvečen v mašnika. Najprej je bil kaplan pri Sv. Ignaciju v Gorici (1922–1825). Nadaljeval je študij na Dunaju (1925–1826), nato pa je bil profesor stare zaveze v Gorici (1826–1846), v letih 1837−1846 tudi namestnik ravnatelja na tedanji cesarski akademiji goriške gimnazije. Pozimi 1845/1846 je kot zastopnik habsburškega komisariata za Svete dežele prepotoval Sirijo in Palestino in o tem napisal poročilo. V avgustu 1846 je kot misijonar Leopoldinske družbe odpotoval v Ameriko, kjer si je že prej izposloval sprejem v škofijo Pittsburgh v zahodni Pensilvaniji. Na škofovo željo je postal profesor in vodja pravkar ustanovljenega velikega semenišča. Poleg dela v semenišču je pomagal duhovnikom v okolici Pittsburgha, predvsem med nemškimi naseljenci. Leta 1847 je bil imenovan za generalnega vikarja škofije v Pittsburghu. Jeseni 1849 se je vrnil v Evropo, kjer se mu je posrečilo dobiti pet duhovnikov za škofijo, med katerimi sta bila tudi dva Slovenca. Mozetič je zaslužen za ustanovitev več novih župnij in gradnjo cerkva v pittsburghški škofiji.
Leta 1853 se je zaradi slabega zdravja vrnil domov. Svoje mesto župnika pri Devici Mariji v Alleghenyu (sedaj del velemesta Pittsburgha) je prepustil rojaku Ivanu Stibielu, katerega je prej pripeljal iz Gorice. Po vrnitvi domov je krajši čas služboval v Črničah, nato pa ga je nadškof Franc Ksaver Lušin imenoval za stolnega kanonika in kapiteljskega dekana goriške stolnice. Kasneje ga je svetna oblast imenovala za višjega nadzornika za ljudske šole na Goriškem. Te službe je opravljal do smrti.